# Временное Восточно-Забайкальское Народное собрание
Временное Восточно-Забайкальское Народное собрание — представительный орган власти Забайкальской белой государственности, действовавший с 12 сентября по 3 ноября 1920 года в период гражданской войны в России. Созвано казачьим атаманом Григорием Михайловичем Семёновым взамен Краевого народного собрания. 

## Выборы
Выборы в Временное-Восточно Забайкальское Народное собрание осуществлялись по «Положению о выборах в законодательное народное собрание Восточного Забайкалья». Согласно положению сохранялась мажоритарная избирательная система, которая уже действовала в крае по «Положению о выборах в Народное краевое совещание» от 28 апреля 1920 года. По мнению атамана прямые выборы в данный орган власти должны были быть построены на основе избирательного закона Временного правительства Керенского.
В сельской местности выборы было решено провести по «Положению о выборах волостных гласных» от 21 мая 1917 года, но с возложением руководства процессом на волостные управы. Помимо мажоритарной избирательной системы, существовала и институт представительства — так Читинская промышленно-торговая палата, Биржевой комитет и Союз промышленников Забайкалья должны были направить в представительный орган 5 представителей, областной профсоюз — 5 и каждая политическая партия по одному.
Всего из 7000 избирателей на выборы не явились 2000 (28 %), т.к. коммунисты и население бойкотировали выборы. Большинство в собрании получили правые социалисты, набравшие более 50 % голосов, также в состав вошли представители от городских дум, войскового правительства Забайкальского казачьего войска (представители «беспартийной группы»), Бурятского национального комитета, Читинской промышленно-торговой палаты, а также члены кадетской и монархической партий и общественных организаций. Председателем собрания был избран народный социалист — Константин Симонович Шрейбер.

## Функции и деятельность
Изначально собрание обладало лишь совещательными функциями, но добивалось всей полноты гражданской и военной власти от атамана Семёнова. Согласно «Положению о временном устройстве государственной власти на территории Российской восточной окраины» без утверждения Семёнова законы не имели юридической силы.
13 сентября 1920 года Временным Восточно-Забайкальским собранием было сформировано областное правительство — Совет управляющих ведомствами — во главе с членом кадетской партии А. А. Виноградовым. 18 сентября Восточно-Забайкальскому Народному собранию по решению Главнокомандующего всеми вооружёнными силами Российской восточной окраины Семёновым была передана вся исполнительная власть, а Совет управляющих ведомствами Российской восточной окраины был распущен.
19 сентября 1920 года собрание опубликовало декларацию с изложением своей политической программы: объединение с Советской Россией путём созыва Учредительного собрания Дальнего Востока и создания буферного государства, проведение всеобщих выборов в Восточно-Забайкальское народное собрание, переход всей полноты гражданской и военной власти в руки депутатов, переход в распоряжение собрания всех государственных ценностей. Данная декларация была подписана председателем народного собрания — Шрейбером, секретарём — Перфильевым, председателем Совета управляющих ведомствами — А. А. Виноградовым, управляющим ведомством внутренних дел и уполномоченным по делам армии — П. Малых, управляющим ведомством финансов — М. Черниным и управляющим ведомством труда — И. Чаплыгиным. Однако все эти заявления были проигнорированы атаманом.
В октябре были проведены выборы в Народное собрание для пополнения его состава, на которых перевес получили сторонники советской власти. После наступления Народно-революционной армии Дальневосточной республики на территорию Забайкалья собрание было пополнено представителями местных революционных комитетов. 28 октября власть перешла к Восточно-Забайкальскому органу власти, который окончательно прекратил своё существование 3 ноября 1920 года.